# Clastres
Clastres es una comuna francesa, situada en el departamento de Aisne, de la región de Alta Francia.

## Demografía
| 482 | 529 | 447 | 534 | 559 | 509 | 607 | 646 |
| Para los censos de 1962 a 1999 la población legal corresponde a la población sin duplicidades (Fuente: INSEE [Consultar]) |     |     |     |     |     |     |     |